# Fudbalski klub Dečić Tuzi 2009-2010
Questa voce raccoglie le informazioni riguardanti il Dečić nelle competizioni ufficiali della stagione 2009-2010.

## Rosa
| N. |                       | Ruolo | Calciatore         |
| -- | --------------------- | ----- | ------------------ |
|    | Montenegro (bandiera) | P     | Enis Đoković       |
|    | Montenegro (bandiera) | P     | Vedad Drešević     |
|    | Montenegro (bandiera) | D     | Igor Kuč           |
|    | Montenegro (bandiera) | D     | Nikola Mihajlović  |
|    | Serbia (bandiera)     | D     | Mirko Todorović    |
|    | Montenegro (bandiera) | D     | Davor Popović      |
|    | Montenegro (bandiera) | D     | Boris Grbović      |
|    | Montenegro (bandiera) | D     | Hasim Đoković      |
|    | Montenegro (bandiera) | D     | Demir Ramović      |
|    | Montenegro (bandiera) | D     | Nijazim Padović    |
|    | Montenegro (bandiera) | D     | Ivan Čarapić       |
|    | Serbia (bandiera)     | C     | Vladimir Miljković |
|    | Montenegro (bandiera) | C     | Amar Nuhodžić      |
|    | Montenegro (bandiera) | C     | Kristijan Krstović |

| N. |                                 | Ruolo | Calciatore            |
| -- | ------------------------------- | ----- | --------------------- |
|    | Montenegro (bandiera)           | C     | Miloš Vraneš          |
|    | Bosnia ed Erzegovina (bandiera) | C     | Ferid Idrizović       |
|    | Montenegro (bandiera)           | C     | Želijko Tomić         |
|    | Serbia (bandiera)               | C     | Marko Živković        |
|    | Montenegro (bandiera)           | C     | Edin Lekić (capitano) |
|    | Montenegro (bandiera)           | C     | Nikola Rogošić        |
|    | Montenegro (bandiera)           | C     | Miladin Radović       |
|    | Bosnia ed Erzegovina (bandiera) | C     | Predrag Spnulović     |
|    | Montenegro (bandiera)           | C     | Edin Đoković          |
|    | Montenegro (bandiera)           | C     | Rijad Pepić           |
|    | Montenegro (bandiera)           | A     | Minja Ljumović        |
|    | Nigeria (bandiera)              | A     | Ikechukwu Ezeh        |
|    | Montenegro (bandiera)           | A     | Adis Đoković          |
|    | Montenegro (bandiera)           | A     | Mirza Ljumić          |